# ۶۹۳ (میلادی)
۶۹۳ (میلادی) ششصد و نود و سومین سال تقویم میلادی است.

## رویدادها
همکاری مختار ثقفی با  قیام عبدالله بن زبیر بن عبدالله(۶۹۳.م) 

## درگذشتگان
‎